# Acunasus brunneus
Acunasus brunneus är en insektsart som beskrevs av Delong 1945. Acunasus brunneus ingår i släktet Acunasus och familjen dvärgstritar. Inga underarter finns listade i Catalogue of Life.